# حاجز فيضان

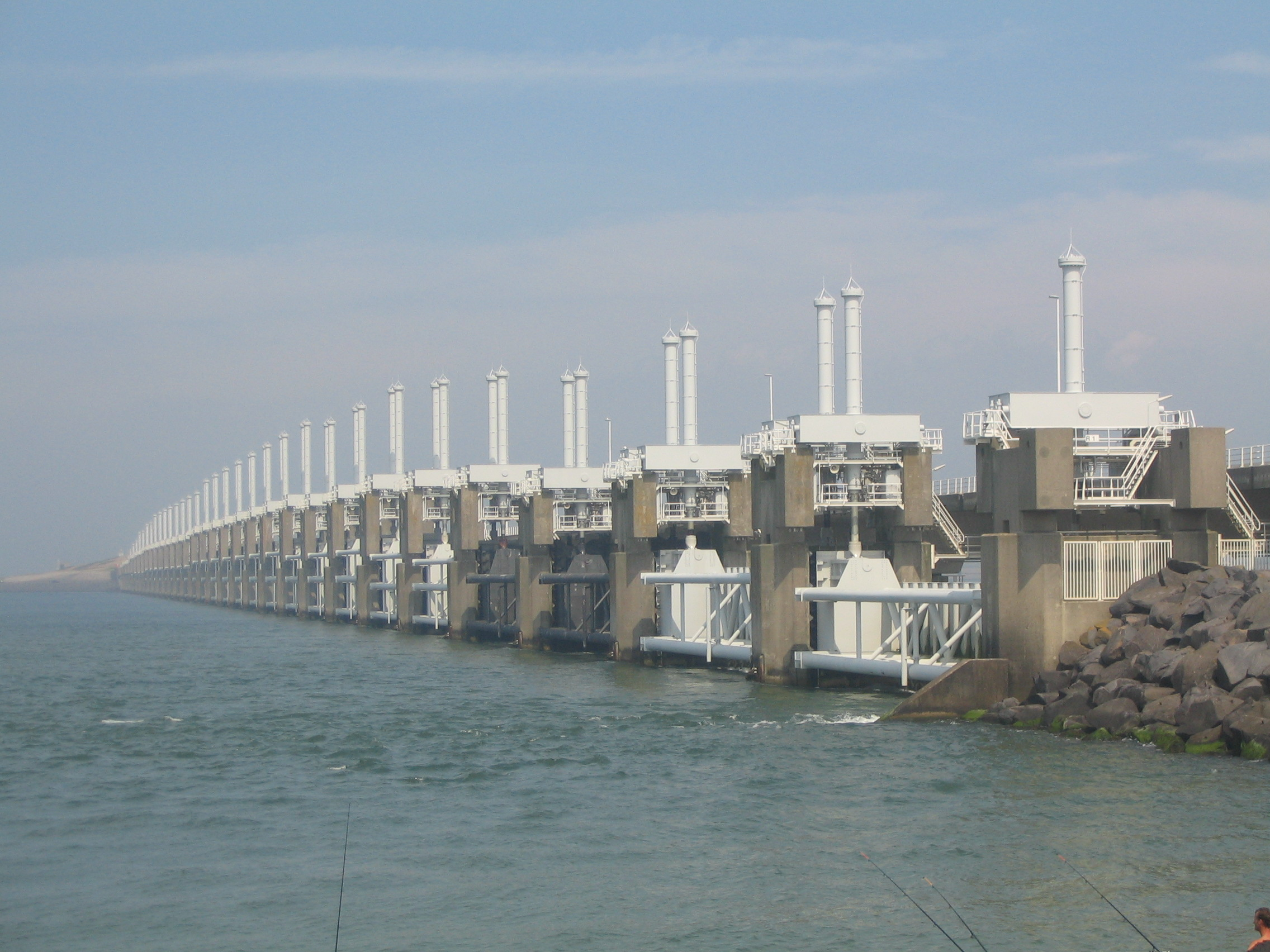

يعد حاجز الفيضان أو حاجز عرام العواصف نوعًا معينًا من البوابات المستخدمة في منع عرام العواصف أو فيضانات المد والجزر من إغراق المنطقة المحمية خلفه. يعد هذا الحاجز جزءًا من نظام أكبر للحماية من الفيضانات يتكون من جدران، وسدود، وغيرها من المنشآت، والمعالم الجغرافية الطبيعية.
قد يشير المصطلح أيضًا إلى حواجز موضوعة حول أو في مبان لمنع مياه الفيضانات من دخولها.

## حواجز الفيضانات حول العالم

### أعمال الدلتا
يعد مشروع أعمال الدلتا في هولندا أكبر مشروع للحماية من الفيضانات في العالم. يتألف هذا المشروع من عدد من الحواجز، منها أوسترشيلدكرينغ الذي يعد أكبر حاجز في العالم، إذ يبلغ طوله 9 كيلومترا (5.6 ميلًا). من الأمثلة الأخرى على الحواجز في المشروع: ميزلانتكيرينغ، وهارينغيفليتدام، وهارتلرينغ.

### حاجز التمز
يعد حاجز التمز ثاني أكبر حاجز متحرك للفيضانات في العالم (بعد أوسترشيلدكرينغ وهارينغيفليتدام) ويقع في اتجاه مجرى وسط لندن. الهدف من إنشاء هذا الحاجز هو حماية لندن من الغرق بفيضانات المد والجزر المرتفعة، وعرام العواصف من بحر الشمال.

### نيو أورلينز
في عام 2007، بدأ فيلق القوات البرية الأمريكي الهندسي في بناء مشروع طموح يهدف إلى منع حدوث عرام عواصف من الفيضانات في المدينة بحلول عام 2011. يعد حاجز آي أتش أن سي الذي شيد على نقطة التقاء ممرات مائية الأكبر في الولايات المتحدة، وصمم لحماية المدينة من فيضانات خليج المكسيك. منعت بوابة سيبروك الجديدة دخول عرام العواصف إلى بحيرة بونشارترين.

### سد آيدر
يقع سد آيدر عند مصب نهر إيدر بالقرب من تونينغ على ساحل بحر الشمال الألماني. صمم بشكل رئيس للحماية من عرام العواصف التي يسببها بحر الشمال، ويعد أكبر منشأة لحماية السواحل في ألمانيا.

### سد سانت بطرسبرغ
سد سانت بطرسبرغ، الذي يطلق عليه رسميًا مجمع منشآت سانت بطرسبرغ للحماية من الفيضانات، هو حاجز يبلغ طوله 16 كم (9.9 ميلًا) يفصل خليج فنلندا عن خليج نيفا لحماية المدينة الروسية من الفيضانات الساحلية. بدأ الاتحاد السوفييتي في بناء الحاجز عام 1978، وأنجز وبدأ العمل فيه عام 2011.

### البندقية
يهدف مشروع أم أو أس إي إلى حماية مدينة البندقية الإيطالية ومنطقة بحيرة البندقية من الفيضانات.

### حاجز نهر فوس
يوجد حاجز في نهر فوس في يورك، المملكة المتحدة، يستخدم للسيطرة على تدفق المياه المتحركة بسرعة من نهر أوز.

## حواجز الفيضانات المحلية
يمكن وضع حواجز فيضانات بشكل مؤقت أو دائم حول المباني أو عند مداخلها لمنع المياه من الدخول إليها. يعد الحاجز المبني من أكياس الرمل مثالًا على الحواجز المؤقتة، أما الجدار الخرساني المسلح فهو مثال على الحواجز الدائمة.

### حاجز فيضان ذاتي الإغلاق
يعد حاجز الفيضان ذاتي الإغلاق نظامًا فعالًا لحماية البشر والممتلكات من الفيضانات المائية الداخلية الناجمة عن هطول الأمطار الغزيرة أو ذوبان الجليد السريع. طور هذا النظام في هولندا لتوفير الحماية المثلى من مستويات المياه المرتفعة جدًا، وقد تم بالفعل بناء نظم الحاجز وتثبيتها في عدة بلدان حول العالم منذ عام 1998. يمكن أن يعزى نجاح هذا النوع من الحواجز إلى مبدأه البسيط والمبتكر المتمثل في استخدام مياه الفيضانات القريبة لرفع الحاجز تلقائيًا، ما يعني استخدامًا فعالًا للمشكلة في الحل. في الوضع المستقر، يكون الحاجز غير مرئي ومحميًا ذاتيًا في الموقع في حوض أرضي. في حالة حدوث فيضان، فإن الجدار العائم للحاجز يرفع على الفور مع ارتفاع مستوى المياه، ويوفر حماية كاملة للمناطق النائية. يوجد في الولايات المتحدة حاجزين تحت الأرض مخصصان لحماية الأرشيف الوطني في واشنطن العاصمة، كما يوجد حاجز في المملكة المتحدة طوله 120 مترًا لحماية بلدة كوكيرموث، وآخر في هولندا يبلغ طوله 300 مترًا في مدينة سباكنبورغ.